# فانغاس
فانغاس (بالإسبانية: Vanegas)‏ هي منطقة سكنية تقع في المكسيك في سان لويس بوتوسي.